# Boljunsko polje
Boljunsko polje este o arie protejată (sit de importanță comunitară — SCI) din Croația întinsă pe o suprafață de 2.244,19 ha, integral pe uscat.

## Localizare
Centrul sitului Boljunsko polje este situat la coordonatele 45°17′19″N 14°07′41″E / 45.288489°N 14.128062°E.

## Înființare
Situl Boljunsko polje a fost declarat sit de importanță comunitară în iulie 2013 pentru a proteja 6 specii de animale.

## Biodiversitate
Situată în ecoregiunea mediteraneană, aria protejată nu include niciun habitat protejat.
La baza desemnării sitului se află mai multe specii protejate:
- amfibieni (2): izvoraș-cu-burta-galbenă (Bombina variegata), Triturus carnifex
- mamifere (2): liliac cu urechi mari (Myotis bechsteinii), liliacul mic cu potcoavă (Rhinolophus hipposideros)
- pești (2): Alburnus albidus, Barbus plebejus